# (8241) Агрий
(8241) Агрий (лат. Agrius, др.-греч. Ἄγριος) — типичный троянский астероид Юпитера, движущийся в точке Лагранжа L4, в 60° впереди планеты. Астероид был открыт 19 сентября 1973 года американскими астрономами К. Й. ван Хаутеном, И. ван Хаутен-Груневельд и Томом Герельсом в Паломарской обсерватории и назван в честь Агрия, персонажа древнегреческой мифологии.